# Coenonympha mongolica
Coenonympha mongolica ist ein Schmetterling (Tagfalter) aus der Familie der Edelfalter (Nymphalidae), der im nordöstlichen Kasachstan und der nordwestlichen Volksrepublik China vorkommt.

## Beschreibung
Coenonympha mongolica ist mit einer Spannweite von 39 bis 44 mm bei den Männchen und 45 mm bei den Weibchen einer der größten Falter seiner Gattung. Die Flügeloberseiten sind dicht blau-weiß überstäubt, sodass nur der Außenrand der Vorderflügel und die Spitze der Hinterflügel in der rußig schwarzbraunen Grundfarbe erscheinen. Beide Flügel haben oberseits postdiskal einige weiße Ocellen. Auf dem Vorderflügel ist nur die erste Ocelle schwarz gekernt, auf dem Hinterflügel mehrere, besonders die hintersten beiden. Die Flügelunterseiten sind bleigrau, von der Spitze der Zelle des Hinterflügels zieht ein weißer Wisch gegen den Außenrand hin. Entlang des Flügelrands verläuft eine dünne, silbrig glänzende Bleilinie.

## Verbreitung und Lebensweise
Coenonympha mongolica kommt in Auwäldern und Gebüschen auf Stromterrassen im Tian-Shan-Gebirge im Umland der Stadt von Gulja (Kuldscha) im Nordwesten der Volksrepublik China und im Nordosten Kasachstans am Fluss Ili vor. Die Art ist nicht selten und fliegt von Mai bis Juni. Die Raupen ernähren sich von Süßgräsern der Gattung Achnatherum.

## Systematik
Coenonympha mongolica wurde von Sergei Nikolajewitsch Alferaki 1881 in dem Beitrag Lépidoptères du district de Kouldjà et des montagnes environnantes in den Horae Societatis entomologicae rossicae erstbeschrieben. Die drei Falter erhielt er von Nicolas Grigorevich Erschoff und stammten aus der Umgebung von Gulja.